# Saraya (luchadora)
Saraya-Jade Bevis (Norwich, Inglaterra; 17 de agosto de 1992), es una luchadora profesional británica. Actualmente es agente libre. Es conocida principalmente por haber trabajado para WWE bajo el nombre de Paige.
Entre sus logros como luchadora, se destacan un reinado como Campeona femenina de NXT (siendo la campeona inaugural), y dos reinados como Campeona de Divas de la WWE, siendo la primera mujer en poseer los dos campeonatos al mismo tiempo, y la más joven en haberlos obtenido. Entre 2018 y 2019 después de su retiro forzoso de los cuadriláteros, Saraya desempeñó por una breve temporada el cargo de gerente general de SmackDown Live, fue la representante de The Kabuki Warriors, comentarista de Kick-Off shows y anfitriona en Fox de un show de la WWE.

## Carrera

### World Association of Wrestling (2005–2011)

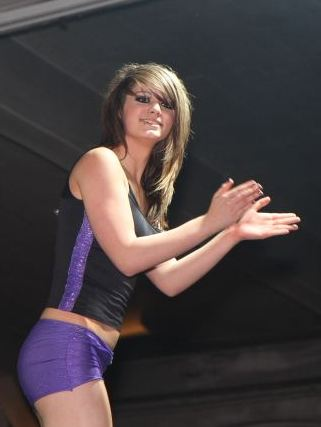
Bevis en noviembre de 2010.

Se formó siendo entrenada principalmente por su madre Saraya Knight y debutó en 2005 haciendo equipo con la misma, siendo derrotadas debido a una interferencia de Kharisma & Pixie. Durante este tiempo, comenzó a hacer equipo con los demás miembros de su familia. En diciembre de 2007, Knight participó en un torneo para convertirse en la nueva Campeona Británica de la WAW, logrando llegar a la final, donde fue derrotada por Jetta, comenzando un feudo con esta. Participó en una Fatal 4-Way por el título ante Jetta, Sweet Saraya & Melodi, pero no logró ganar. Bevis regresó en junio de 2007 haciendo equipo con Melodi formando el equipo Norfolk Dolls, perdiendo ante Nikki Best & The Pink Lady en un Tag Team Match. Tras esto, se mantuvieron invictas todo el resto del año.
En agosto de 2008, Knight fue nuevamente derrotada por Jetta, terminando su feudo con ella. El 31 de agosto de 2009, Knight derrotó a su madre, Sweet Saraya, convirtiéndose en la nueva Campeona Británica de la WAW. En la revancha, volvió a derrotarla, defendiendo el campeonato por primera vez. El 11 de noviembre de 2011, ganó un Battle Royal, convirtiéndose en la primera Campeona Hardcore de la WAW. Sin embargo, días después, se lesionó el tobillo, manteniéndose inactiva y dejando el título vacante. Posteriormente, Knight fue despedida de la WAW.

### World Wrestling Entertainment/WWE

#### Florida Championship Wrestling (2011–2012)
En septiembre de 2011, se dio a conocer que Knight firmó un contrato con la WWE y fue enviada al territorio de desarrollo, la FCW. Knight hizo su debut el 5 de enero de 2012, bajo el nombre de Saraya. El 26 de febrero, Knight dio a conocer que su nombre en la empresa sería Paige. El 19 de marzo hizo su debut en el ring junto a Sofía Cortez, perdiendo frente a Kaitlyn y Audrey Marie. El 27 de mayo tuvo una oportunidad por el Campeonato de Divas de la FCW frente a Raquel Díaz, perdiendo por descalificación. Paige comenzó una rivalidad con Audrey Marie con la cual perdió el 10 de junio después de que Sofía Cortez interfiriera en su contra, lo que indicó el final de su alianza. El 1 de julio, Paige fue descalificada durante una lucha contra Marie y finalmente el 15 de julio consiguió derrotar a Marie dando por terminada la rivalidad entre ambas.

#### NXT (2012–2014)

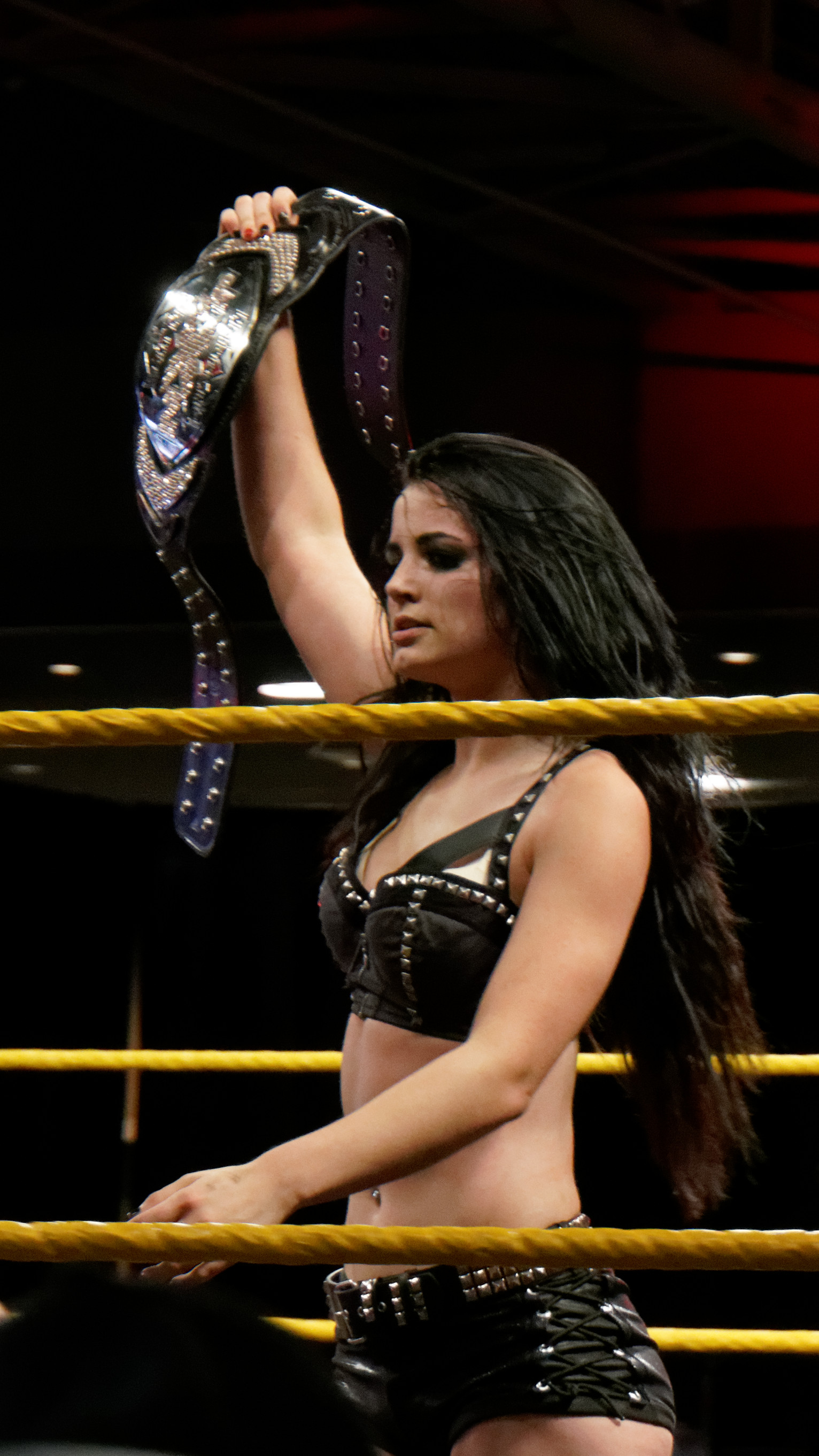
Saraya como Campeona Femenina de NXT en abril de 2014.

En septiembre de 2012, Paige fue incluida en el plantel del nuevo territorio de desarrollo de la WWE como heel, NXT donde consiguió varias victorias antes de comenzar una rivalidad con Summer Rae cambiando a tweener cuando esta la atacó por la espalda debido a los celos por la popularidad de Paige con los fanáticos. Un par de semanas después, una vengativa Paige interrumpió un combate programado para atacar a Rae, pero sufrió una lesión en el hombro en el proceso, que Rae explotó más adelante ese episodio para derrotar a Paige en un combate. Paige finalmente se enfrentó contra Rae en un combate oficial el 1 de mayo donde Paige salió victoriosa. Paige entró en el torneo para determinar a la primera Campeona Femenina de NXT, derrotando a Tamina Snuka y Alicia Fox antes de llegar a la final donde derrotó a Emma, convirtiéndose en la primera en ganar el Campeonato Femenino de NXT, mostrando respeto hacia Emma, cambiando a face.
Paige defendió exitosamente el Campeonato contra Natalya y Summer Rae en episodios de NXT, siendo en NXT Arrival su última defensa televisada, donde derrotaron a Emma. En el episodio del 24 de abril tuvo su última lucha en NXT, haciendo equipo con Emma siendo derrotadas por Sasha Banks y Charlotte. Esa misma noche, Paige fue despojada del Campeonato Femenino de NXT por el gerente general John "Bradshaw" Layfield debido a que Paige fue ascendida al roster principal de la WWE y por ganar el Campeonato de Divas de la WWE, terminando su reinado de 308 días. El 5 de junio regresó a NXT, junto a Emma salvando a Bayley de un ataque de Summer Rae, Sasha Banks y Charlotte, esto las llevó a una lucha de 3 vs. 3 donde el equipo de Paige salió victorioso.

#### Campeona de Divas (2014-2015)
Paige debutó en el roster principal el 7 de abril de 2014 en Raw, felicitando a la Campeona de Divas de la WWE, AJ Lee por defender exitosamente su título en WrestleMania XXX. Sin embargo, AJ no aceptó sus felicitaciones desafiándola a una lucha por el campeonato, en el que Paige la derrotó, convirtiéndose en la mujer más joven en haberlo obtenido. En su primera defensa titular exitosa en pago por visión, Paige derrotó a Tamina Snuka el 4 de mayo en Extreme Rules. Paige sufrió su primera derrota en el roster principal en el episodio del 19 de mayo de Raw ante Alicia Fox en un combate no titular. Como resultado, ella defendió y retuvo su título contra Fox en Payback. En junio, Paige tuvo una rivalidad con Cameron y la derrotó en dos luchas no titulares. Sin embargo, la compañera de equipo de Cameron, Naomi logró vencerla  en un combate no titular, llevándolas a enfrentarse a un combate por el título en Money in the Bank, en el cual Paige ganó.
En el Raw posterior a Money in the Bank, una inversión de roles se produjo cuando AJ Lee regresó y derrotó rápidamente a Paige en un combate por el título para recuperar el Campeonato de Divas. A pesar de la pérdida del campeonato, Paige actuó como si fuera la mejor amiga de AJ durante luchas en parejas en las que hacían equipo. En Battleground, Paige perdió una revancha por el Campeonato de Divas ante AJ. En el Raw posterior a Battleground el 21 de julio, Paige y AJ ganaron una lucha en parejas, pero Paige lanzó un ataque después de la lucha contra AJ, volvíendose así heel. Esto finalmente estableció otra revancha por el título contra AJ en SummerSlam, que Paige ganó para capturar su segundo Campeonato de Divas. Sólo un mes después de ganar el Campeonato de Divas, Paige perdió el título a AJ en un Triple Threat Match que también incluyó a Nikki Bella en Night of Champions. El 29 de septiembre formó una alianza con Alicia Fox siendo su nueva compañera de equipo. En Hell in a Cell fue derrotada por AJ en una lucha titular, terminando su feudo con AJ Lee. Al término de la lucha atacó a Alicia Fox y de nuevo en el Raw siguiente, disolviendo su alianza entre ellas. El 31 de octubre participó en una battle royal para definir a la nueva contendiente por el campeonato de divas pero no logró ganar siendo Nikki Bella quien ganara la lucha. En Survivor Series el Team Fox (Alicia Fox, Natalya, Emma & Naomi) derrotó al Team Paige (Paige, Cameron, Layla & Summer Rae) en un Divas Traditional Survivor Series Elimination Match. El 15 de diciembre en WWE Tribute to the Troops luchó en un Santa´s Helper Divas Battle Royal, pero fue ganada por Naomi.
En el episodio de Raw transmitido el 5 de enero, Paige cambió a Face tras ayudar a Natalya en su combate contra Nikki Bella y atacar a Brie Bella, comenzando un feudo con ella en torno al Campeonato de Divas. Después, ambas se ayudaron en sus luchas para derrotar a The Bella Twins en varios combates semanales. El 25 de enero en Royal Rumble, junto a Natalya, fueron derrotadas por The Bella Twins. El 29 de enero durante SmackDown se anunció que se enfrentaría a Nikki por el título en Fastlane. Ese mismo día, durante una entrevista con Renee Young, fue atacada por The Bella Twins. El 22 de febrero en WWE Fastlane tuvo la oportunidad de disputar el Campeonato de Divas contra Nikki Bella, pero no logró ganar. El 2 de marzo en Raw tuvo otra opción para luchar por el título, pero no logró ganarlo por la interferencia de Brie Bella. Tras la pelea fue atacada por The Bellas Twins, siendo defendida por AJ, quien hacía su regreso. En WrestleMania 31, AJ y Paige derrotaron a The Bella Twins. El 30 de marzo, junto a AJ y Naomi, derrotaron a The Bella Twins y Natalya. Debido a la ausencia de AJ, formó una alianza con Naomi y el 6 de abril en Raw derrotaron a The Bella Twins, aumentando la tensión entre ellas. El 13 de abril ganó un Raw Divas Battle Royal convirtiéndose en la primera contrincante para el Campeonato de Divas contra Nikki Bella. Tras el combate fue atacada por Naomi, comenzando un feudo con ella; sin embargo, se lesionó tras el ataque de Naomi, quedándose inactiva durante un tiempo (Kayfabe). De hecho, Paige estuvo grabando junto con The Miz a lo largo de un mes.
Regresó el 18 de mayo en Raw salvando a Nikki Bella de un ataque de Naomi y Tamina, a quienes atacó, pero después también atacó a Nikki. En Elimination Chamber fue derrotada por Nikki Bella en una lucha por el Campeonato de Divas, cuando Nikki cubrió a Naomi. El 1 de junio en Raw y en Money in the Bank perdió ante Nikki Bella en otras luchas titulares, por interferencia de Brie tras hacer el Twin Magic. El 4 de julio, en el evento The Beast in the East, trasmitido por WWE Network desde Tokio, Japón, se enfrentó en una lucha Triple Amenaza por el Campeonato de las Divas ante Tamina y Nikki Bella, ganando esta última. El 6 de julio en Raw, Paige fue derrotada por Brie Bella gracias a las interferencias de Nikki y Alicia, luego del combate fue atacada por el trío, quienes pasaron a llamarse Team Bella.

#### Revolución femenina (2015)
El 13 de julio en Raw, Paige consiguió refuerzos que llegan desde de la tierra de NXT, Becky Lynch y Charlotte en su guerra contra el Team Bella (Nikki Bella, Brie Bella & Alicia Fox) con la intención de revolucionar o causar un cambio en la división femenina de la WWE, tras esto, fueron interrumpidas por el Team B.A.D. (Naomi, Tamina y La Campeona de NXT Sasha Banks); todas los equipos se atacaron mutuamente en donde quedaron dentro del ring el Team Paige y el Team Naomi. La noche siguiente en Raw el Team PCB fueron invitadas a Miz TV, pero fueron interrumpidas y atacadas por el Team Bella. Luego ambos equipos se enfrentaron, en donde el Team Bella salieron victoriosas. El 31 de agosto en Raw fue derrotada ante Sasha Banks en un combate Beat the Clock, que al final Charlotte fue la ganadora de dicho combate, ganándose una oportunidad para enfrentarse a Nikki por el Campeonato de las Divas. En las siguientes semanas fue derrotada por Sasha en varios combates individuales y por equipos. En Night of Champions acompañó junto con Becky a Charlotte a su combate contra Nikki por el Campeonato de las Divas, en donde Charlotte ganó, poniendo en fin el reinado de Nikki en 301 días.
El 21 de septiembre cambió a Heel tras insultar a las Divas, en especial a Charlotte por ser hija de Ric Flair, poniendo fin a su amistad con Charlotte y Becky Lynch y con eso, al Team PCB. Luego fue confrontada por Natalya. El 24 de septiembre en SmackDown! tuvo un segmento con Charlotte, Becky y Natalya, en donde abofeteó a esta última. El 28 de septiembre en Raw interrumpió un segmento del show Miz TV en donde estaban sus excompañeras y el Team Bella. El Team Bella atacaron a Paige, que fue salvada por sus excompañeras, cambiando a Tweener. Esto provocó un combate por equipos, en el que ganó el Team Bella al abandonar Paige la lucha. Luego Natalya la consoló y quiso unirse al combate, pero acabó por atacarle, pasando a Heel. El 1 de octubre se enfrentó a Becky, Charlotte y Natalya en Backstage. El 3 de octubre fue derrotada junto a Becky y Charlotte por el Team Bella, después de que Lynch y Charlotte traicionaran a Paige, siendo después cubierta por Nikki. Al rematar la lucha, ella dijo no saber porque había sido traicionada por sus mejores amigas. El 5 de octubre en Raw fue nuevamente derrotada por Natalya. El 20 de octubre (transmitido el 22) mientras intentaba pedir perdón a Charllote y Becky Lynch fue interrumpida por el Team Bella lo que derivó en un combate contra Nikki Bella, donde perdió después de que Nikki le aplicara el Rack Attack, el 26 de octubre se enfrentó junto a Becky Lynch y Charlotte al Team Bella donde salió nuevamente derrotada después de que Nikki aplicara el Rack Attack sobre Lynch, después de la lucha Paige atacó a Charlotte y Becky regresando a Heel, el 27 de octubre (transmitido el 29) derrotó a Natalya después de la distracción del Team B.A.D el cual atacó a esta última brutalmente.
El 2 de noviembre derrotó a Becky Lynch, Sasha Banks y Brie Bella en un Fatal 4 Way convirtiéndose así en la contrincante número 1 por el Diva's Champion. El 16 de noviembre fue Evento Principal junto a Charlotte por la firma del contrato para la lucha en Survivor Series, el cual se robó la noche del lunes después del comentario inadecuado de Paige, Charlotte dijo "Mi familia ha luchado todo el tiempo tal como lo hizo mi padre y como lo hizo mi hermano (el cual ha fallecido a causa de sobredosis) y como yo lo hago ahora" Paige respondió "Tal vez a tu pequeño hermano no le gustaba mucho el Wrestling" después de este comentario Charlotte ataca brutalmente a Paige, este suceso fue tendencia en las redes sociales al provocar la desaprobación de unos y el respeto de otros. El 22 de noviembre fue derrotada por Charlotte en Survivor Series después de que esta última le aplicara la figura 8, reteniendo. El 23 de noviembre tuvo su revancha al percatarse en las grabaciones del PPV que Charlotte había tocado las cuerdas en el momento que le aplicaba la figura 8. La lucha terminó en DQ después de que ambas divas no subieran al ring a tiempo, Paige atacó a Charlotte y le aplicó PTO en la mesa de comentaristas. El 24 de noviembre (transmitido el 26) derrotó a Becky Lynch después de un Roll-Up. El 30 de noviembre cambio a Tweener después de querer ayudar a Becky Lynch por la falsedad de Charlotte después de que esta última derrotara a Lynch mediante distracciones y fingir una lesión.
El 13 de diciembre en TLC Tables Ladders & Chairs salió derrotada por Charlotte después de que Ric Flair quitará la protección del esquinero.

#### Lesiones de cuello y retiro (2016-2018)

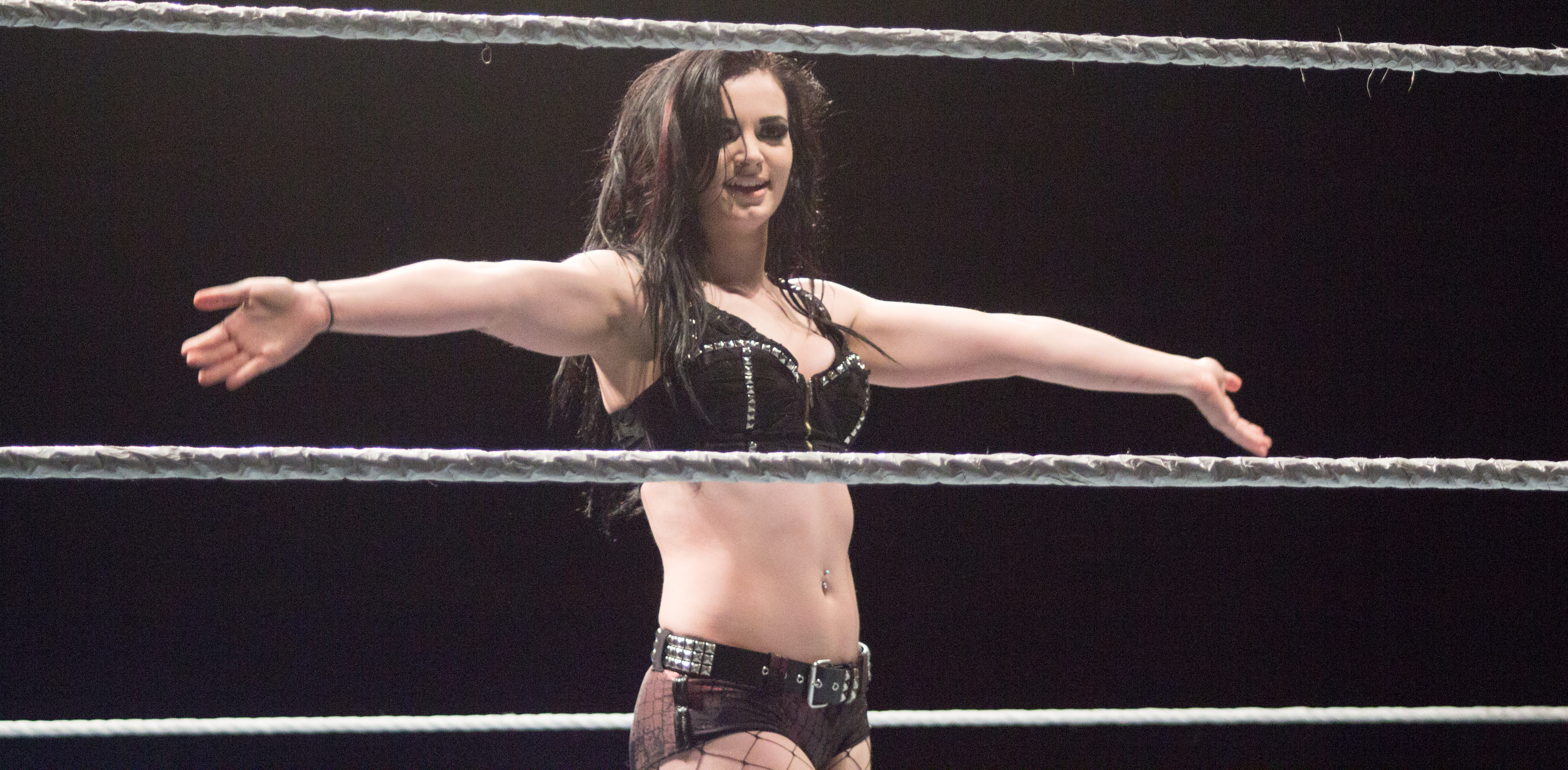
Saraya durante un evento en vivo de la WWE.

El 18 de enero, Paige hizo su regreso como Face junto a Natalya, quien también hacia su regreso. El 14 de marzo, Paige fue confrontada por Lana y el Team B.A.D mientras era entrevistada, dando inicio a una rivalidad rumbo a WrestleMania 32, esta terminó siendo una lucha de equipos que tomó lugar en el Kick-Off del evento, dando como resultado la victoria del Team Total Divas (Paige, Brie Bella, Alicia Fox, Natalya y Eva Marie) sobre el Team B.A.D and Blonde (Lana, Naomi, Tamina, Emma y Summer Rae). El 13 de junio en Raw, Paige derrotó a Charlotte ganando una oportunidad titular para la siguiente semana, sin embargo, salió derrotada por una distracción de Dana Brooke. Al final del combate, Paige fue atacada por Charlotte y Dana pero Sasha Banks salió en su ayuda, empezando una breve rivalidad que culminó semanas después. 

El 19 de julio en SmackDown, Paige fue enviada a Raw como parte del regreso del Draft a la WWE. El 3 de agosto, su madre Saraya Knight dio a conocer que Paige estaba lesionada, siendo esta la razón por la que no apareció en la WWE después de la división de marcas. Posteriormente, la WWE anunció que Paige fue suspendida por violar la política de bienestar de la empresa siendo su primera suspensión. De acuerdo con Paige, la sanción impuesta por la empresa estadounidense fue por una omisión en las pruebas de control de sustancias, pero no por los resultados de dichos exámenes, sin embargo, años después reveló que en realidad si había consumido drogas pero no quería que fuera de conocimiento público por miedo a dañar su imagen. Paige afirmó que su relación con la WWE continuaría, a pesar de rumores de que abandonaría la empresa. El 10 de octubre, la WWE informó que Paige fue nuevamente suspendida esta vez por 60 días debido a su segunda violación a la Política de Bienestar de la empresa a lo cual hubo reacciones muy negativas hacía la empresa. El 13 de octubre pese a rumores de su despido, confirmó que volvería después de su cirugía en el cuello.

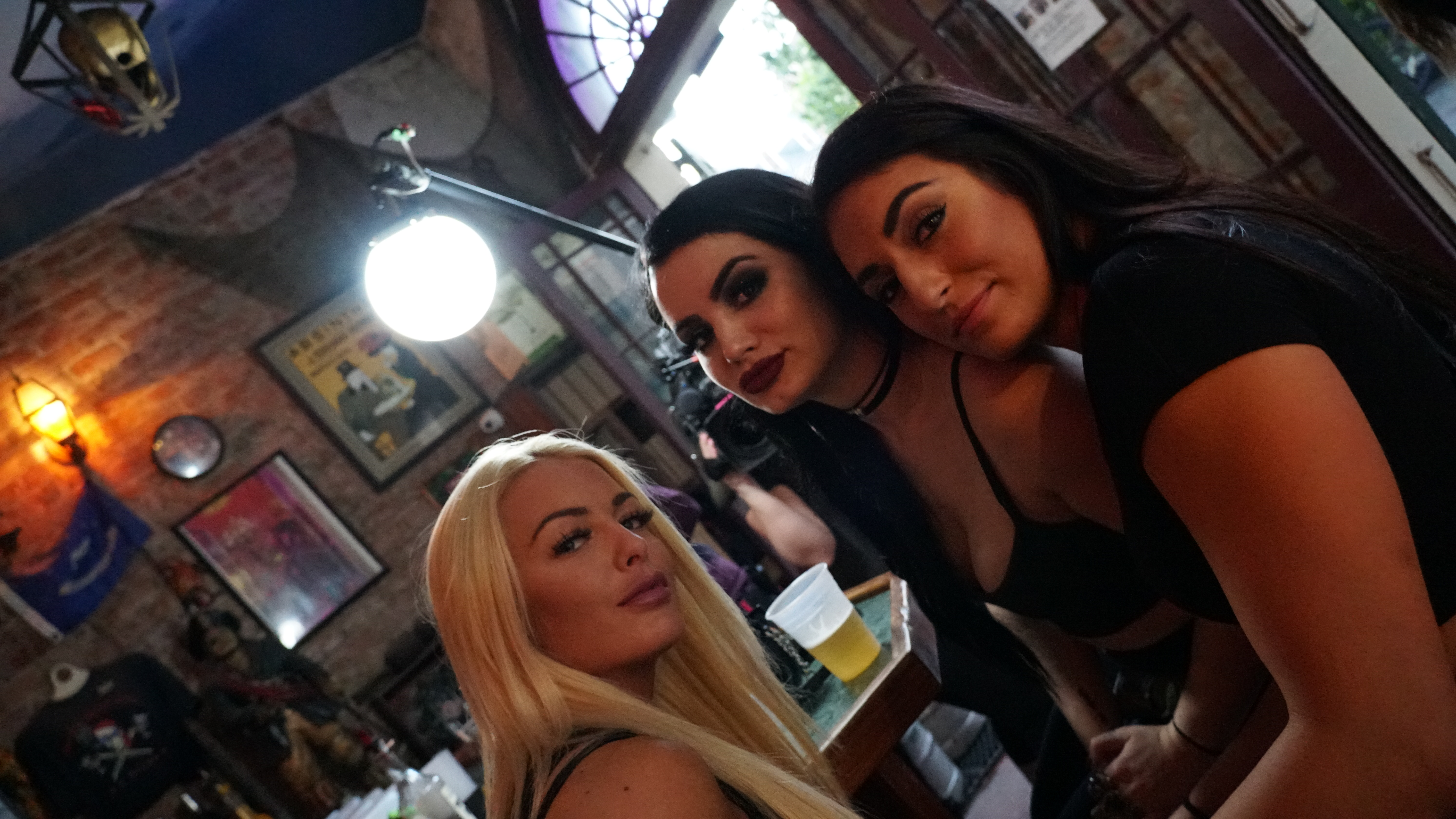
Saraya como miembro de Absolution junto a Amanda Saccomanno y Daria Berenato.

El 20 de noviembre en Raw, Paige hizo su regreso a la WWE al interrumpir la lucha entre Sasha Banks, Bayley, Alicia Fox y Mickie James para posteriormente, presentar a sus nuevas aliadas Mandy Rose y Sonya Deville, formando un stable heel denominado Absolution. Tras esto, comenzó una rivalidad con toda la división femenina de Raw, en particular con Banks, James y Bayley. El 4 de diciembre en Raw enfrentó a Sasha Banks saliendo victoriosa. El 25 de diciembre en el programa especial navideño de RAW, se enfretó a Sasha Banks, Mickie James y Bayley junto a Absolution en un combate en el cual salieron victoriosas, este combate fue el último de Paige en WWE.ref>Chiari, Mike. «Paige Returns to WWE Raw, Introduces Faction with Sonya Deville, Mandy Rose». Bleacher Report (en inglés estadounidense). Consultado el 15 de marzo de 2018.</ref>
El 27 de diciembre de 2017 sufrió una lesión por accidente de parte de Sasha Banks en un House Show donde tuvo que ser auxiliada. Esto hizo que Paige fuese alejada del ring para revisiones médicas. A causa de esto, se confirmó que Paige no sería parte del Royal Rumble femenino y fue descartada para los futuros eventos de la WWE. Debido a esto, circuló información de que Paige no podría luchar de nuevo como lo fueron el podcast  de Lilian García con Trish Stratus donde ambas comentan haber hablado con Paige, asegurando que ya estaba retirada, aunque Paige no aclaró nada. Durante las siguientes semanas, apareció como mánager de Mandy Rose y Sonya Deville. En WrestleMania 34 apareció junto con Beth Phoenix como la comentarista especial del WrestleMania Women's Battle Royal. El 9 de abril en Raw, Paige anunció su retiro de la lucha libre profesional a causa de su lesión, agradeciendo a Daniel Bryan y Edge por motivarla a continuar en la lucha libre y a todo el público, quienes la aclamaron gratamente.

#### Otros roles (2018-2022)
El 10 de abril de 2018 en SmackDown Live, Paige reapareció para ser presentada por Shane McMahon como la nueva Gerente General de la marca, esto en reemplazo de Daniel Bryan, quien había dejado el cargo para retomar su carrera en la lucha libre profesional dentro de la WWE. El 18 de diciembre, como parte de la reestructuración de Raw y Smackdown Live, Paige fue relegada de su puesto.
El 4 y 5 de febrero de 2019 regresó a Raw y SmackDown Live para promocionar "Fighting with My Family", su película biográfica. El 7 de abril trabajo en WrestleMania 35 en el Kick-Off y más tarde como comentarista especial del Fatal 4-Way por los Campeonatos Femeninos en Pareja. El 9 de abril regresó a SmackDown Live anunciando que para el próximo show traería a un nuevo equipo femenino. El 16 de abril durante el Shake-Up presentó a su nuevo equipo conformado por Asuka, Kairi Sane y ella como su representante. El 14 de mayo dio a conocer el nombre del tag team: The Kabuki Warriors. El 12 de agosto en Raw presentaron un vídeo donde Paige manda ánimos a las Kabuki Warriors para su combate titular, ya que no pudo asistir debido a que sería sometida a una operación de cuello. El 15 de octubre participó en WWE Backstage. El 28 de octubre regresó a Raw donde fue traicionada por las niponas luego de que Asuka la atacara con el «green mist», posteriormente se daría a conocer que formaría parte de WWE Backstage para la cadena FOX como anfitriona junto a Renee Young, Christian y Booker T. El 22 de junio del 2020, WWE Backstage fue suspendido indefinidamente y posteriormente cancelado.
El 10 de junio de 2022, Saraya Bevis (Paige) anunció su inminente salida de WWE a través de su cuenta de Twitter, confirmando que la empresa no estaba interesada en firmarla de nuevo; finalmente el 7 de julio de 2022, su contrato con la empresa expiró.

### All Elite Wrestling (2022-presente)
En el episodio de Dynamite: Grand Slam del 21 de septiembre del 2022 hizo su debut en AEW, donde apareció para salvar a Toni Storm y a Athena ante los ataques de Britt Baker y compañía. El 9 de noviembre del 2022, Saraya confirmó que estaba autorizada para regresar a los cuadriláteros, dejando así el retiro al que fue forzada casi 5 años atrás y empezando a su vez una rivalidad con Britt Baker. El 19 de noviembre de 2022, Saraya se enfrentó y derrotó a Britt Baker en Full Gear.
Saraya tuvo su segundo combate el 11 de enero de 2023 en AEW Dynamite, donde formó equipo con Toni Storm, siendo derrotadas por Britt Baker  y la campeona mundial femenina de AEW, Jamie Hayter. Hikaru Shida ayudó accidentalmente al equipo de Baker y Hayter, lo que permitió que esta última cubriera a Storm para ganar. La semana siguiente, Saraya y Storm cambiaron a heel cuando atacaron a Willow Nightingale y comenzaron a criticar al talento que vio nacer AEW. El 5 de marzo en AEW Revolution, Saraya se enfrentó a Ruby Soho y Hayter por el Campeonato Mundial Femenino de AEW, saliendo derrotada. Después de la lucha, Soho atacó a Hayter y Baker aliándose oficialmente con Saraya y Storm. El 10 de marzo, el grupo se hizo conocido oficialmente como The Outcasts. Durante el mes siguiente, continuaron con una racha ganadora contra el talento local mientras las humillaban con su marca distintiva. El 19 de abril, durante la confrontación de Chris Jericho y Adam Cole, Baker intervino para ayudar a su novio solo para que The Outcasts la atacaran por la espalda.
El 27 de agosto, Saraya ganó su primer título mundial en casi nueve años al derrotar a la campeona mundial femenina de AEW, Hikaru Shida, Britt Baker y Toni Storm en una Fatal 4-Way match en All In en su Reino Unido natal. El 20 de septiembre en Grand Slam, defendió con éxito su Campeonato Mundial Femenino de AEW contra Storm. No obstante, perdió el título ante Shida en el episodio del 10 de octubre de Dynamite, poniendo fin a su reinado a de 44 días.
A principios de 2024, Saraya comenzó a intervenir en la incipiente relación de Cool Hand Ang y Soho después de que se reveló que él era su admirador secreto. A lo largo de las semanas, ella hizo todo lo posible para continuar y mantenerlos separados. Saraya agregó a Harley Cameron a los Outcasts como su marioneta. Cameron besó a Parker a espaldas de Soho y se reveló que Saraya era el cerebro detrás de la operación. El 9 de febrero de 2024, Ruby Soho se asoció con Saraya contra Kris Statlander y Willow Nightingale en un esfuerzo perdido cuando Soho dejó a Saraya.

## Vida personal
Bevis es parte de una familia de lucha libre profesional. Sus padres, Julia Hamer-Bevis y Ricky Knight, son luchadores profesionales, y también sus hermanos mayores, Roy Bevis y Zak Frary. La familia dirige la World Association of Wrestling (WAW) en Norwich, Inglaterra. En julio de 2012, el Canal 4 produjo un documental sobre su familia titulado The Wrestlers: Fighting with My Family.
En Total Divas, confesó que tuvo un aborto involuntario, antes de entrar a WWE y que es probable que sea estéril. A finales del 2014, hasta a finales del 2015, mantuvo una relación sentimental con el guitarrista de la banda A Day To Remember, Kevin Skaff. Sin embargo, no funcionó su relación, ya que él empezó a enviarle mensajes de texto, acusando a Bevis de fría y de la peor novia del mundo. Durante mayo de 2016 se dieron a conocer unas fotos donde se muestra a ella junto al excampeón mundial de WWE mexicano Alberto Del Río como una pareja en un parque de diversiones junto con los hijos de Del Río, días después Bevis confirmó que mantenía una relación con él. Más tarde se supo que durante el Draft fue mandada a Raw para separarla de Alberto, pues a la empresa no le gustaba lo que publica sobre él en sus redes sociales. Desde 2018 mantiene una relación sentimental con el vocalista de la banda Falling in Reverse, Ronnie Radke. 
En 2016, durante un especial de tatuajes que hace WWE en su cuenta de Youtube, dio a conocer uno de los más importantes, es aquel que tiene en el costado derecho; este simboliza a su hermano fallecido mediante la letra de la canción de Johnny Cash "If you can read my mind, Love". También tiene dos tatuajes dedicados a Alberto Del Río, uno en algún dedo de sus manos y el otro debajo de su pecho izquierdo.

### Ataques a su privacidad y tentativa de suicidio
El 17 de marzo de 2017 se filtraron unas fotos y vídeos de ella de los años 2012 y 2013 manteniendo relaciones sexuales con la superestrella de la WWE Xavier Woods y la exsuperstrella de la WWE Brad Maddox. Después de estos acontecimientos Bevis declaró haber caído en depresión, y a raíz de ello, su madre envió un mensaje donde dijo tener miedo de que su hija se quitara la vida. A consecuencia del acoso que estaba recibiendo en Internet, su expareja (Alberto Del Rio) fue quien sirvió de apoyo pero se separaron a principios del 2018. Sin embargo, en una entrevista que dio un año después de la detención de Alberto por violencia doméstica en 2019, Bevis aseguró que éste la abusaba físicamente con frecuencia e incluso la obligaba a consumir drogas, a raíz de estos hechos Del Río habló públicamente negando lo que Saraya dijo de su relación, amenazando con denunciarla por difamación.
Los ataques a su privacidad siguieron con más filtraciones acompañadas de amenazas por parte de los hackers, en 2017 durante el pódcast de Lilian García, reveló que contempló el suicidio debido a que la gente la acosaba en la calle, ella dijo: "Estaba en un restaurante con mis amigas y de repente un chico se acercó y le dijo a una de ellas, ''ella es la estrella porno que vi el otro día'', hice como si nada estuviese pasando, después fui al baño a llorar. Mucha gente me estaba destruyendo, el bullying cibernético es algo real... fue una de las cosas que hizo que quisiera quitarme la vida. Cuando recibí mi segunda suspensión mentí que la WWE fue injusta conmigo, sí utilicé drogas, pero mentí porque temía que la gente me juzgara y mis fanáticos dejaran de ver un modelo a seguir en mi".

## Otros medios
En el 2009, Bevis y su madre hicieron un cameo en la película Malice in Wonderland. En el 2012, participó en un documental sobre su familia titulado The Wrestlers: Fighting with My Family, en 2016 fue añadida a la lista de Personajes para la serie de dibujos para adultos de la WWE "WWE Camp", en su versión infantil.
En enero del 2015, formó parte del elenco del reality show Total Divas en su tercera temporada. En marzo de 2015, Bevis apareció en el programa web Smosh junto a Seth Rollins, Daniel Bryan y Xavier Woods en abril de 2015. Se anunció que Bevis participaría en la nueva película de WWE Studios llamada Santa's Little Helper junto a The Miz. En junio del 2015, Bevis comenzó a participar como juez en el programa WWE Tough Enough. En agosto del 2015, fue la invitada al  Stone Cold's Podcast siendo la primera mujer en participar. El 22 de octubre, fue invitada al programa Conan.
El 14 de enero del 2016, Paige fue invitada al programa de MTV, Ridiculousness. WWE Studios junto a Sony Pictures Animation anunciaron la secuela de Surf's Up 2: WaveMania en donde Paige junto a otras estrellas de la WWE prestaran sus voces y se estrenará el 2017. El 28 de febrero del 2016 Paige junto a Natalya y Brie Bella apareció en la alfombra roja de la 88th edición de los premios Oscar 2016, en julio de 2016 se dio a conocer que sería cara de una bebida alcohólica , además de que fue inspirada en ella, esta es llamada "The Glampire", sin embargo en 2016 dejó de ser la imagen de la bebida.
En 2017 Paige dio a conocer que abriría un canal de YouTube junto a las exsuperestrellas de la WWE Milena Roucka y Zahra Schreiber, el cual lleva por nombre Glampire Diaries. Poco tiempo después abrió su propia tienda en línea llamada "The Saraya Store" y luego de unos meses lanzó su propia línea de maquillaje "Saraya Jade".

### Cine
| Año  | Título                                           | Papel      | Notas                |
| ---- | ------------------------------------------------ | ---------- | -------------------- |
| 2015 | Santa's Little Helper                            | Eleonore   | Directo a DVD.       |
| 2016 | Scooby Doo y WWE: La maldición del demonio veloz | Ella misma | Directo a DVD.       |
| 2017 | Surf's Up 2: WaveMania                           | Ella misma | Directo a DVD.       |
| 2019 | Fighting with My Family                          |            | Película biográfica. |

### Televisión
| 2012 | The Wrestlers: Fighting With My Family | Ella misma |                           |
| 2015 | Total Divas                            | Ella misma | Temporada 3 - Temporada 6 |
| 2015 | WWE Tough Enough                       | Juez       | Temporada 6               |
| 2015 | Conan                                  | Ella misma |                           |
| 2016 | Ridiculousness                         | Ella misma | Temporada 7, episodio 12  |

### Videojuegos
Bevis ha hecho apariciones en algunas entregas de videojuegos de la WWE en las que se encuentran :
| Año  | Juego                    | Notas                                                     |
| ---- | ------------------------ | --------------------------------------------------------- |
| 2014 | WWE 2K15 y WWE SuperCard | debut como contenido descargable exclusivo para consolas. |
| 2015 | WWE 2K16 y WWE Immortals |                                                           |
| 2016 | WWE 2K17                 |                                                           |
| 2017 | WWE 2K18 y WWE Champions |                                                           |
| 2018 | WWE 2K19                 | modelo actualizado después de 3 entregas                  |
| 2019 | WWE 2K20                 | desbloqueable en el Showcase                              |
| 2020 | WWE Battlegrounds        | como contenido descargable                                |

## "Fighting with My Family", biopic de 2019
En 2019 se estrenó una película llamada "Fighting with My Family", que relata la vida de Paige desde que era adolescente hasta la consecución de su primer título de Campeona de Divas de la WWE. La película se centra principalmente en su familia.
La actriz Florence Pugh es la encargada de dar vida a Paige, mientras que Lena Headey, Nick Frost y Jack Lowden interpretan a los otros miembros de la familia, contando además con la aparición de Vince Vaughn y Dwayne "The Rock" Johnson haciendo de él mismo.

## Campeonatos y logros
- All Elite Wrestling

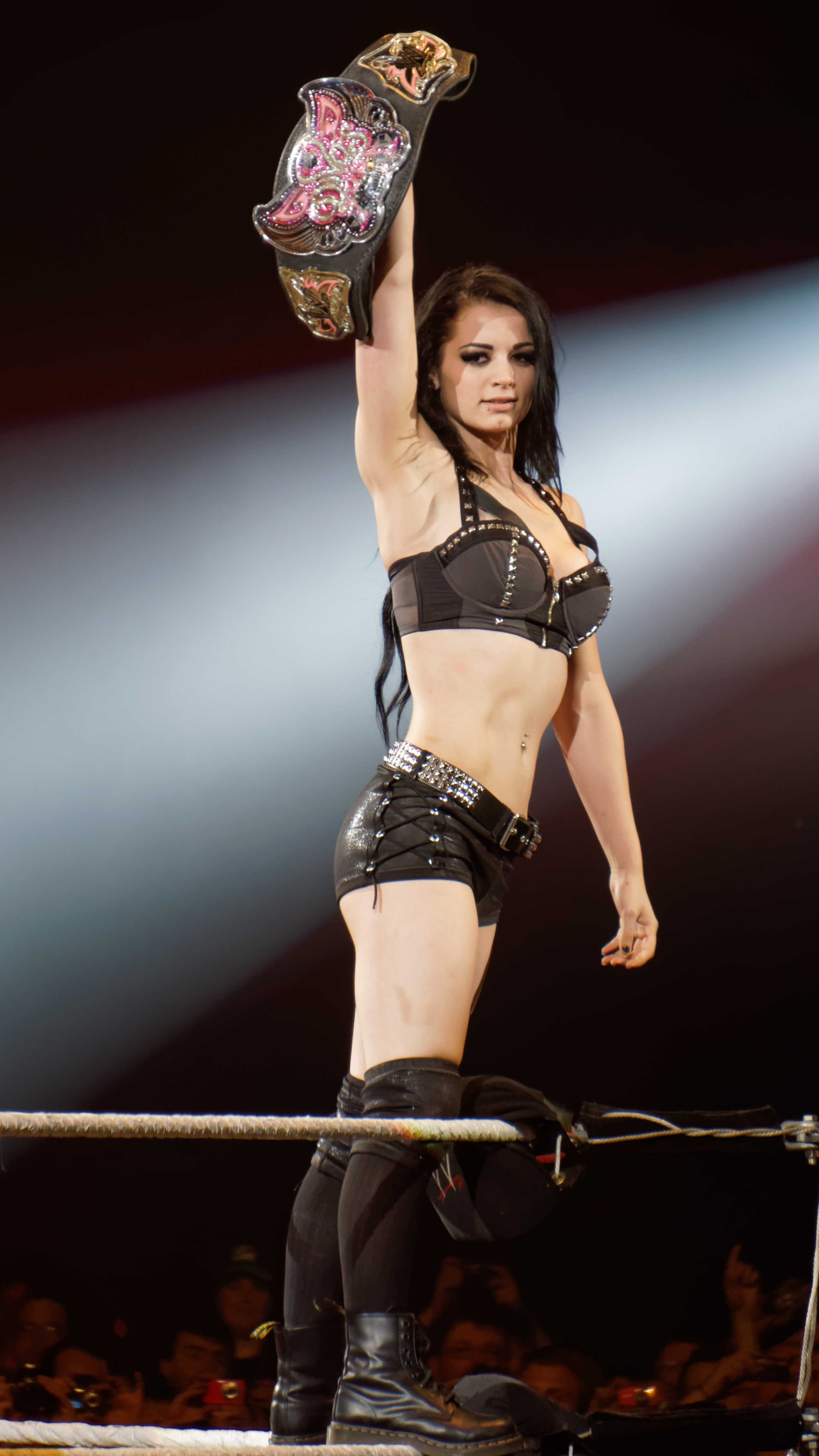
Saraya como Campeona de Divas de la WWE.

  - AEW Women's World Championship (1 vez)

- German Stampede Wrestling
  - GSW Ladies Championship (1 vez)[56]

- Herts & Essex Wrestling
  - HEW Women's Championship (2 veces)[57][58]

- Premier Wrestling Federation
  - PWF Ladies Tag Team Championship (1 vez) – con Sweet Saraya[59]

- Pro-Wrestling: EVE
  - Pro-Wrestling: EVE Championship (1 vez)[60]

- Real Deal Wrestling
  - RDW Women's Championship (1 vez)[59]

- Real Quality Wrestling
  - RQW Women's Championship (1 vez)[61]

- Swiss Championship Wrestling
  - SCW Ladies Championship (1 vez)[62]

- World Association of Women's Wrestling
  - WAWW British Tag Team Championship (1 vez) – con Melodi[63]
  - WAWW Ladies Hardcore Championship (1 vez)[59]

- World Association of Wrestling
  - WAW British Ladies Championship (1 vez)[59]

- World Wrestling Entertainment/WWE
  - WWE Divas Championship (2 veces)[59]
  - NXT Women's Championship (1 vez, inaugural)[59]
  - NXT Women's Championship Tournament (2013)
  - WWE Year–End Award (1 vez)
    - General Manager of the Year (2018)

- Pro Wrestling Illustrated
  - Situada en el N.º 30 en los PWI Female 50 de 2012[64]
  - Situada en el N.º 12 en los PWI Female 50 de 2013[65]
  - Situada en el N.º 1 en los PWI Female 50 de 2014[66]
  - Situada en el N.º 2 en los PWI Female 50 de 2015[67]
  - Situada en el N.º 19 en los PWI Female 50 de 2016[68]

- Wrestling Observer Newsletter
  - Peor feudo del año (2015) – Team PCB vs. Team B.A.D. vs. Team Bella
  - La táctica promocional más repugnante (2015) - con Charlotte Flair, utilizando la muerte de Reid Flair.